# Стоян Илиев (литератор)
Стоян Илиев Димитров е български есеист и литературовед.

## Биография
Роден е 2 май 1932 г. в с. Маломир, Ямболско. Завършва философия в Софийския университет. През 1963 г. защитава кандидатска дисертация в Московския университет на тема „Диалектика на субективното и обективното в лириката“, а през 1979 г. – докторска дисертация с труда си „Естетическите програми на френските и руските символисти“.
Редактор е във вестник „Народна младеж“ (1958 – 1960), завеждащ отдел „Критика“ на сп. „Септември“ (1963-1966), заместник главен редактор на в. „Литературен фронт“ и на издателство „Български писател“ (1969-1971).
Работи в Института за литература при БАН като научен сътрудник (1967), старши научен сътрудник (1981), професор (1985). Научен секретар, ръководител на секция „Руска литература“. От 1997 до 2003 г. преподава в Шуменския университет.
Член на Съюза на българските писатели.
Умира на 5 февруари 2004 г. в София.

### Съставителство и редакция
- Слово и символ. Из естетиката на европейския символизъм (1979)
- Яворов. Раздвоеният и единният. Нови изследвания (1980)
- Блуждаеща естетика. Българските символисти за символизма (1992)
- Литературната задруга „Хиперион“ (1996)